# Elateropsis julio
Elateropsis julio là một loài bọ cánh cứng trong họ Cerambycidae.